# Lionel Bovier

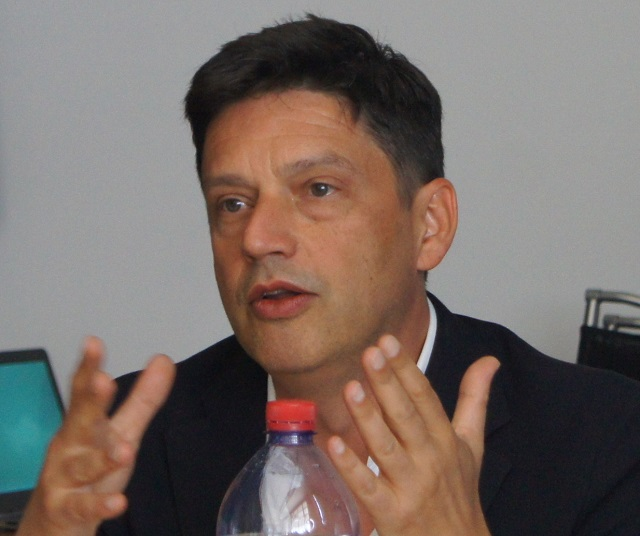
Lionel Bovier (2018)

Lionel Bovier (* 1970) ist ein Schweizer Kurator. Er ist seit Januar 2016 Direktor des Musée d’art moderne et contemporain (MAMCO) in Genf. Er wurde auch bekannt als Mitbegründer des JRP Ringier Verlags. Zuvor war er freier Kurator, unter anderem mit dem Kunstmuseum «Le Magasin» in Grenoble. Er unterrichtet an der Ecole cantonale d’art de Lausanne (ECAL, Kantonale Kunstschule in Lausanne).